# Jaborosa lanigera
Jaborosa lanigera är en potatisväxtart som först beskrevs av Rodolfo Amando Philippi, och fick sitt nu gällande namn av A.T. Hunziker och G. Barboza. Jaborosa lanigera ingår i släktet Jaborosa och familjen potatisväxter. Inga underarter finns listade i Catalogue of Life.